# U 23 (U-Boot, 1936)
U 23 war ein deutsches U-Boot vom Typ II B, das im Zweiten Weltkrieg von der Kriegsmarine eingesetzt wurde.

## Geschichte
Der Auftrag für das Boot wurde am 2. Februar 1935 an die Germaniawerft in Kiel vergeben. Die Kiellegung erfolgte am 11. April 1936, der Stapellauf am 28. August 1936, die Indienststellung unter Fregattenkapitän Erwin Sachs am 24. September 1936.
Nach der Indienststellung gehörte U 23 bis zum 31. Dezember 1939 als Reserve- bzw. Kampfboot der U-Flottille „Weddigen“ in Kiel an. Bei der Neugliederung der U-Flottillen wurde das Boot am 1. Januar 1940 der 1. U-Flottille in Kiel zugeteilt. Nach der Verwendung als Frontboot wurde U 23 vom 1. Juli 1940 bis zum 1. Oktober 1942 Schulboot bei der 21. U-Flottille in Pillau.
Im Oktober 1942 wurde das Boot von Pillau zur Außerdienststellung nach Kiel überführt und anschließend zerlegt und über Binnenwasserstraßen (Nord-Ostsee-Kanal, Elbe und Donau) und Landwege nach Rumänien am Schwarzen Meer transportiert. U 23 wurde dort als letztes der sechs ins Schwarze Meer überführten U-Boote am 3. Juni 1943 in Dienst gestellt und der 30. U-Flottille in Constanța überstellt. U 23 fuhr sieben Feindeinsätze im Schwarzen Meer.
U 23 absolvierte insgesamt sechzehn Unternehmungen, auf denen neun Schiffe mit einer Gesamttonnage von 12.589 BRT versenkt und zwei Schiffe mit einer Gesamttonnage von 7.801 BRT beschädigt wurden. Drei weitere mit 18.199 BRT wurden als Totalverluste eingestuft.

## Einsatzstatistik

### Erste Unternehmung
Das Boot lief am 25. August 1939 um 3:50 Uhr von Wilhelmshaven aus und am 4. September 1939 um 18:00 Uhr wieder dort ein. Auf dieser elf Tage dauernden Unternehmung vor der niederländischen Küste wurden keine Schiffe versenkt oder beschädigt.

### Zweite Unternehmung
Das Boot lief am 9. September 1939 um 11:30 Uhr von Wilhelmshaven aus und am 21. September 1939 um 9:15 Uhr in Kiel ein. Auf dieser zwölf Tage dauernden Unternehmung in der Nordsee wurden keine Schiffe versenkt oder beschädigt.

### Dritte Unternehmung
Das Boot lief am 1. Oktober 1939 um 13:00 Uhr von Wilhelmshaven aus und am 16. Oktober 1939 um 7:45 Uhr in Kiel ein. Auf dieser 17 Tage dauernden Unternehmung in die Nordsee wurde ein Schiff mit 876 BRT versenkt. Das britische U-Boot Sturgeon feuerte im Oktober 1939 drei Torpedos auf U 23, jedoch ohne zu treffen.
- 4. Oktober 1939: Versenkung des britischen Dampfers Glen Farg (876 BRT) (Lage) durch einen G7a-Torpedo. Der Dampfer hatte Fruchtfleisch, Karbid, Papier, Eisen und Chrom geladen und befand sich auf dem Weg von Folden Fjord bei Trondheim nach Methil. Es gab einen Toten und 16 Überlebende.

### Vierte Unternehmung
Das Boot lief am 1. November 1939 um 1:30 Uhr von Kiel aus und am 9. November 1939 um 5:25 Uhr wieder dort ein. Auf dieser neun Tage dauernden Minenunternehmung im Cormarty Firth wurden neun Minen gelegt, aber kein Schiff versenkt.

### Fünfte Unternehmung
Das Boot lief am 5. Dezember 1939 um 22:00 Uhr von Kiel aus und am 15. Dezember 1939 um 7:35 Uhr wieder dort ein. Auf dieser zehn Tage dauernden und zirka 1.340 sm langen Unternehmung in der Nordsee und an der britischen Ostküste wurde ein Schiff mit 2.400 BRT versenkt.
- 7. Dezember 1939: Versenkung des dänischen Dampfers Scotia (2.400 BRT) (Lage) durch einen G7e-Torpedo. Er fuhr in Ballast und war auf dem Weg von Dänemark nach Großbritannien.

### Sechste Unternehmung
Das Boot lief am 8. Januar 1940 um 23:57 Uhr von Kiel aus und am 15. Januar 1940 um 14:30 Uhr in Wilhelmshaven ein. Auf dieser sieben Tage dauernden und zirka 1.250 sm langen Unternehmung vor der schottischen Ostküste wurden zwei Schiffe mit 11.667 BRT versenkt.
- 11. Januar 1940: Versenkung des norwegischen Dampfers Fredville (1.150 BRT) (Lage) durch einen G7e-Torpedo. Er fuhr in Ballast und war auf dem Weg von Drammen nach Methil. Es gab zehn Tote und fünf Überlebende.
- 11. Januar 1940: Versenkung des dänischen Tankers Danmark (10.517 BRT) (Lage) durch einen G7e-Torpedo. Er hatte 8.200 t Benzin und 5.760 t Dieselöl geladen und war auf dem Weg von Aruba nach Nyborg. Es gab keine Toten. Das Vorschiff wurde später gehoben und als Tanklager genutzt.

### Siebente Unternehmung
Das Boot lief am 18. Januar 1940 um 15:55 Uhr von Wilhelmshaven aus und am 29. Januar 1940 um 20:45 Uhr wieder dort ein. Auf dieser zwölf Tage dauernden und zirka 1.400 sm langen Unternehmung an der britischen Ostküste wurde ein Schiff mit 1.085 BRT versenkt.
- 24. Januar 1940: Versenkung des norwegischen Dampfers Varild (1.085 BRT) durch einen G7e-Torpedo. Er hatte eine unbekannte Ladung an Bord und befand sich auf dem Weg nach Großbritannien. Es war ein Totalverlust mit 15 Toten.

### Achte Unternehmung

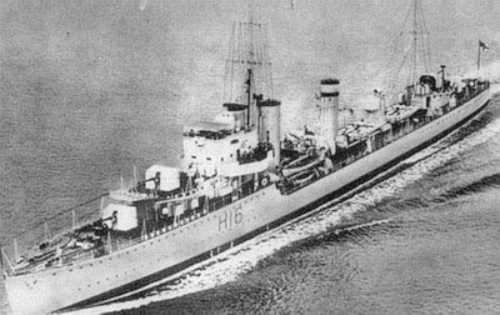
Der britische Zerstörer HMS Daring (Aufnahme vor dem Zweiten Weltkrieg)

Das Boot lief am 9. Februar 1940 um 8:25 Uhr unter dem Kommando von Kapitänleutnant Otto Kretschmer von Wilhelmshaven aus und am 28. Februar 1940 um 19:00 Uhr in Kiel ein. Auf dieser 20 Tage dauernden Unternehmung in der Nordsee und bei den Shetlandinseln wurden drei Schiffe mit 11.596 BRT und ein Zerstörer mit 1.375 t versenkt.
- 18. Februar 1940: Versenkung des britischen Zerstörers Daring (1.375 t) (Lage) durch einen G7e-Torpedo. Er gehörte zum Geleitschutz des Konvois HN-12. Es gab 157 Tote und 15 Überlebende.
- 19. Februar 1940: Versenkung des britischen Dampfers Tiberton (5.225 BRT) (Lage) durch einen G7e-Torpedo. Er hatte Eisenerz geladen und befand sich auf dem Weg von Narvik nach Middlesbrough. Es war ein Totalverlust mit 33 Toten.
- 22. Februar 1940: Versenkung des britischen Dampfers Loch Maddy (4.996 BRT). Der Dampfer war bereits am 21. Februar 1940 von U 57 beschädigt worden. U 23 versenkte ihn mit einem G7e-Torpedo. Er brach in zwei Teile, das Heck strandete in der Inganess Bay. Der Dampfer hatte 2.000 t Weizen, 6.000 t Holz und ein Flugzeug geladen und befand sich auf dem Weg von Vancouver über Victoria, Panama und Halifax nach Leith. Das Schiff gehörte zu dem aufgelösten Konvoi HX-19 mit 44 Schiffen. Es gab vier Tote und 35 Überlebende.

### Neunte Unternehmung
Das Boot lief am 13. April 1940 um 22:00 Uhr zum Unternehmen Weserübung von Wilhelmshaven aus und am 3. Mai 1940 in Kiel ein. Auf dieser 20 Tage dauernden und zirka 1.800 sm über und 373 sm unter Wasser langen Unternehmung vor Norwegen wurden keine Schiffe versenkt oder beschädigt.

### Zehnte Unternehmung
Das Boot lief am 27. Juni 1943 um 15:40 Uhr von Constanța aus und am 19. Juli 1943 um 21:20 Uhr dort wieder ein. Auf dieser 23 Tage dauernden und 2.008,9 sm über und 429,7 sm unter Wasser langen Unternehmung im Schwarzen Meer vor der Kaukasus-Küste wurden keine Schiffe versenkt oder beschädigt.

### Elfte Unternehmung
Das Boot lief am 10. August 1943 um 14:00 Uhr von Constanța aus und am 9. September 1943 um 12:51 Uhr wieder dort ein. Auf dieser 31 Tage dauernden und 2.917,8 sm über und 585,2 sm unter Wasser langen Unternehmung im Schwarzen Meer vor der Kaukasus-Küste wurde ein Minenräumboot von 35 t versenkt.
- 24. August 1943: Versenkung des sowjetischen Minenräumbootes KATSC-578 Hydraul. Schkwal (35 t). Das Boot wurde durch Handgranaten und Sprengladungen in Brand gesetzt, brannte aus und sank. Es gab drei Tote und sieben Überlebende.

### Zwölfte Unternehmung
Das Boot lief am 10. Oktober 1943 um 15:50 Uhr von Constanța aus und am 11. November 1943 um 9:15 Uhr wieder dort ein. Auf dieser 33 Tage dauernden und 2.911,3 sm über und 618,6 sm unter Wasser langen Unternehmung im Schwarzen Meer vor der Kaukasus-Küste wurde ein Schiff mit 372 BRT versenkt und ein Hilfs-Minensucher mit 1.005 BRT beschädigt.
- 15. Oktober 1943: Beschädigung der sowjetischen Hilfs-Minensuchers TSC-486 Sowjetskaja Rossija (1.005 BRT) durch einen Torpedo.
- 23. Oktober 1943: Versenkung des sowjetischen Motorschiffs Tanais (372 BRT) (Lage) durch einen Torpedo. Es gab elf Tote und zehn Überlebende.

### Dreizehnte Unternehmung
Das Boot lief am 14. Dezember 1943 um 22:15 Uhr von Constanța aus und am 7. Januar 1944 um 11:25 Uhr wieder dort ein. Auf dieser 24 Tage dauernden und 2.321,6 sm über und 394,1 sm unter Wasser langen Unternehmung im Schwarzen Meer wurden keine Schiffe versenkt oder beschädigt.

### Vierzehnte Unternehmung
Das Boot lief am 30. März 1944 um 14:10 Uhr von Constanța aus und am 24. April 1944 um 10:00 Uhr wieder dort ein. Auf dieser 26 Tage dauernden und 1.913,7 sm über und 481,7 sm unter Wasser langen Unternehmung im Schwarzen Meer vor der Kaukasus-Küste wurde ein Schiff mit 56 t versenkt.
- 5. April 1944: Versenkung des sowjetischen Minenräumbootes SKA-099 (56 t). Das Boot wurde durch MG-Feuer versenkt.[2]

### Fünfzehnte Unternehmung
Das Boot lief am 17. Mai 1944 um 14:00 Uhr von Constanța aus und am 7. Juni 1944 um 9:25 Uhr wieder dort ein. Auf dieser 21 Tage dauernden Unternehmung im Schwarzen Meer vor der Kaukasus-Küste wurde ein Schiff mit 175 BRT versenkt.
- 29. Mai 1944: Versenkung des sowjetischen Schleppers Smelyj (175 BRT) durch zwei Torpedos.

### Sechzehnte Unternehmung
Das Boot lief am 16. August 1944 von Constanța aus und griff nach dem königlichen Staatsstreich in Rumänien am 23. August 1944 auch rumänische Schiffe an. U 23 wurde dann am 10. September 1944 von Oberleutnant zur See Rudolf Arendt und seiner Besatzung selbstversenkt. Auf dieser 25 Tage dauernden Unternehmung im Schwarzen Meer wurde ein Schiff mit 5.900 BRT versenkt und ein Zerstörer von 1.850 t beschädigt.

Der rumänische Zerstörer Regina Maria 1944

- 1. September 1944: Beschädigung des rumänischen Zerstörers Regina Maria (1.850 t) der italienischen Regele Ferdinand-Klasse durch einen G7e-Torpedo.
- 1. September 1944: Versenkung des rumänischen Dampfers Ardeal (5.605 BRT) durch einen G7e-Torpedo. Die frühere Annahme, es handele sich um den Dampfer Oituz (2.686 BRT), ist nicht zutreffend. Neueren Erkenntnissen zufolge wurde die Ardeal versenkt.[3]

## Verbleib
U 23 hatte während seiner Dienstzeit unter seiner Besatzung keine Verluste zu beklagen.
Das Boot wurde am 10. September 1944 an der türkischen Schwarzmeerküste bei Ağva westlich der Kefken-Insel (Kefken Adasi) auf der Position 41° 11′ N, 30° 2′ O selbst versenkt. Die Besatzung wurde am gleichen Tag in der Türkei interniert. Das Wrack wurde nach vierjähriger Suche Ende Januar 2019 aufgrund der Angaben im autobiografischen Buch „Letzter Befehl, Versenken“ des Kommandanten Rudolf Arendt von Tauchern entdeckt.